# Hofgarten (Kempten)

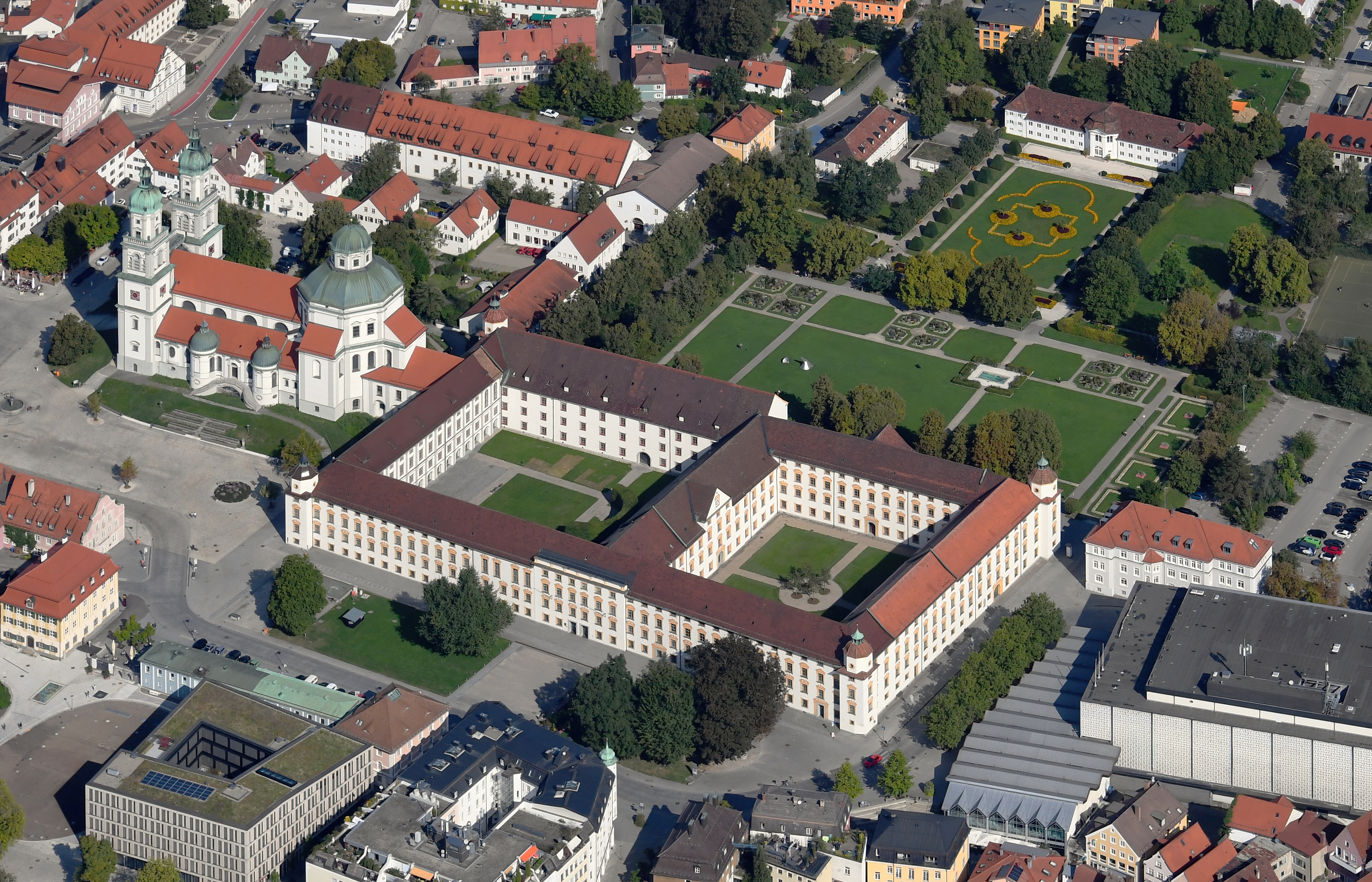
Hofgarten, Orangerie und Fürstäbtliche Residenz aus der Vogelperspektive

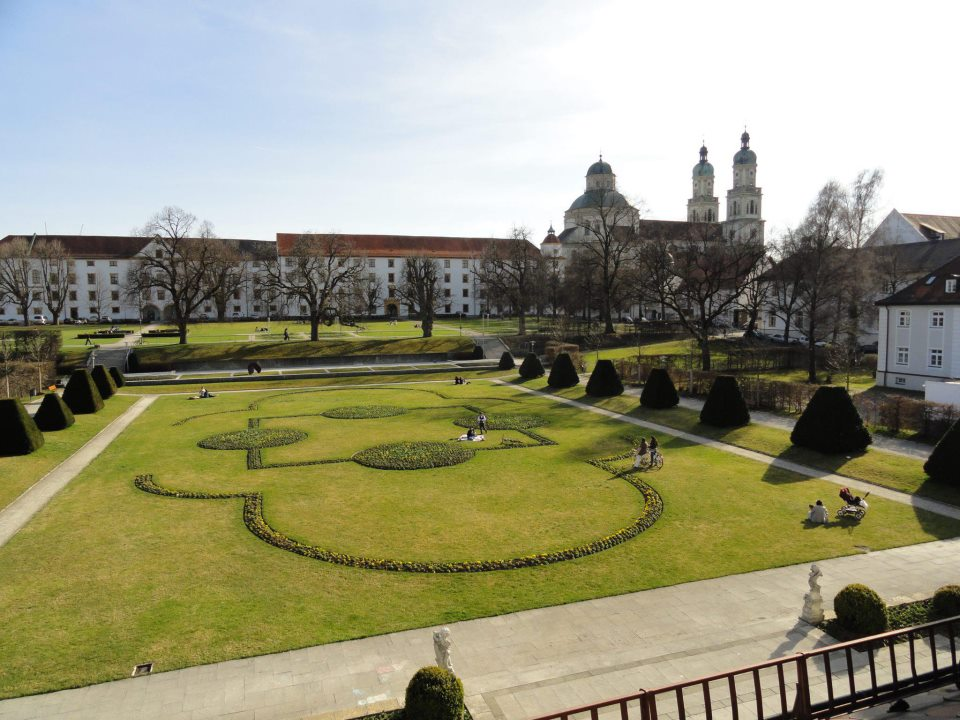
Unterer und oberer Hofgarten in Kempten, Aussicht vom Dachboden der Orangerie.

Der Hofgarten in Kempten (Allgäu) ist eine nördlich der Fürstäbtlichen Residenz gelegene Schlossgartenanlage barocker Herkunft. Die Parkanlage besteht aus unterschiedlich hohen Terrassen die wiederum eine unterschiedlich große Fläche haben. Der Hofgarten ist insgesamt 3,4 Hektar groß.

## Geschichte und Beschreibung

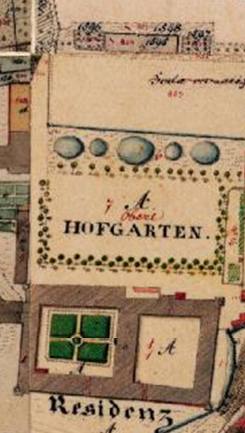
Der Hofgarten liegt zwischen der Residenz und der Orangerie, historische Flurkarte (1820/60)

Ab 1651 änderte sich mit dem Neubau der fürstäbtlichen Residenz und der zugehörigen Anlagenkomplexe auch das davon nördlich gelegene Gelände: Vor dem Einfahrtsportal in die Residenz entstand eine barocke Gartenanlage.
Unterhalb der Hangstufe schuf man mehrere Fischweiher. Die drei ovalen hatten Entenhäuser im Mittelpunkt, die beiden runden jeweils einen Springbrunnen. Diese untere Hangstufe diente anfangs auch dem Anbau von Obst und Gemüse. Eine Freitreppenanlage leitete zur oberen Hangstufe, der Schauseite der Residenz. Dieser barocke Ziergarten war mit Blumenbeeten und symmetrisch geschnittenen Hecken bepflanzt.

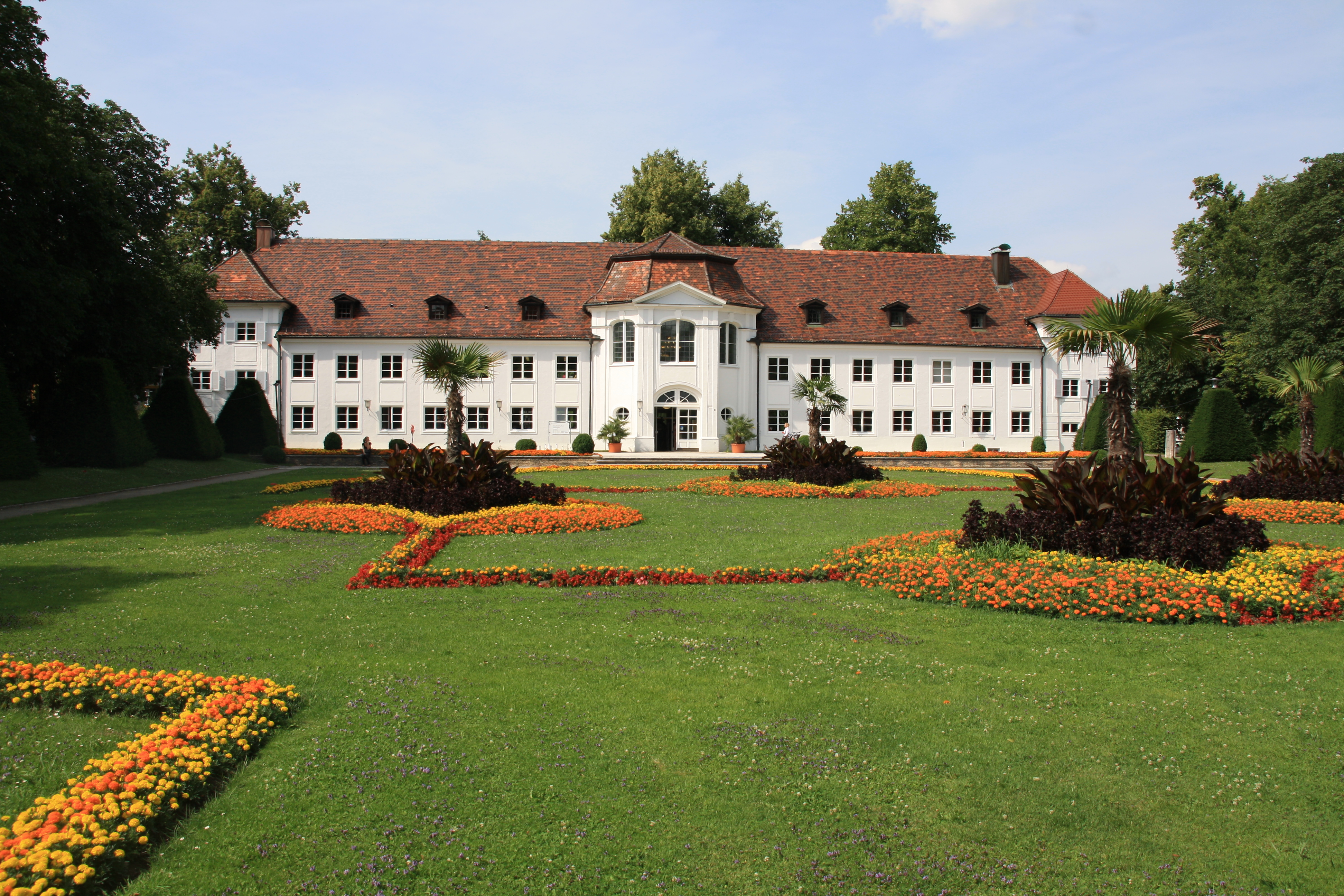
Der untere Hofgarten mit der Orangerie.

Der Ausbau der Parkanlage fand insbesondere in der Zeit des Fürstabtes Honorius Roth von Schreckenstein statt, welcher zwischen 1760 und 1785 regierte. Im Nordabschluss des Hofgartens ließ dieser die Orangerie errichten. In dieser konnten empfindliche Gewächse, die an warmes Witterungsverhältnisse gewohnt sind, überwintern.
Mit der Säkularisation im Jahr 1802/03 wurde das Kurfürstentum Bayern Eigentümer des Geländes. In die Residenz zog langfristig das Militär ein, auf dem oberen Hofgarten wurde ein Exerzierplatz mit Baracken und Reithallen eingerichtet. Der untere Bereich bei der Orangerie fand weiterhin als Gemüsegarten Verwendung, wurde aber mit Lagerhäusern und Schuppen bebaut.

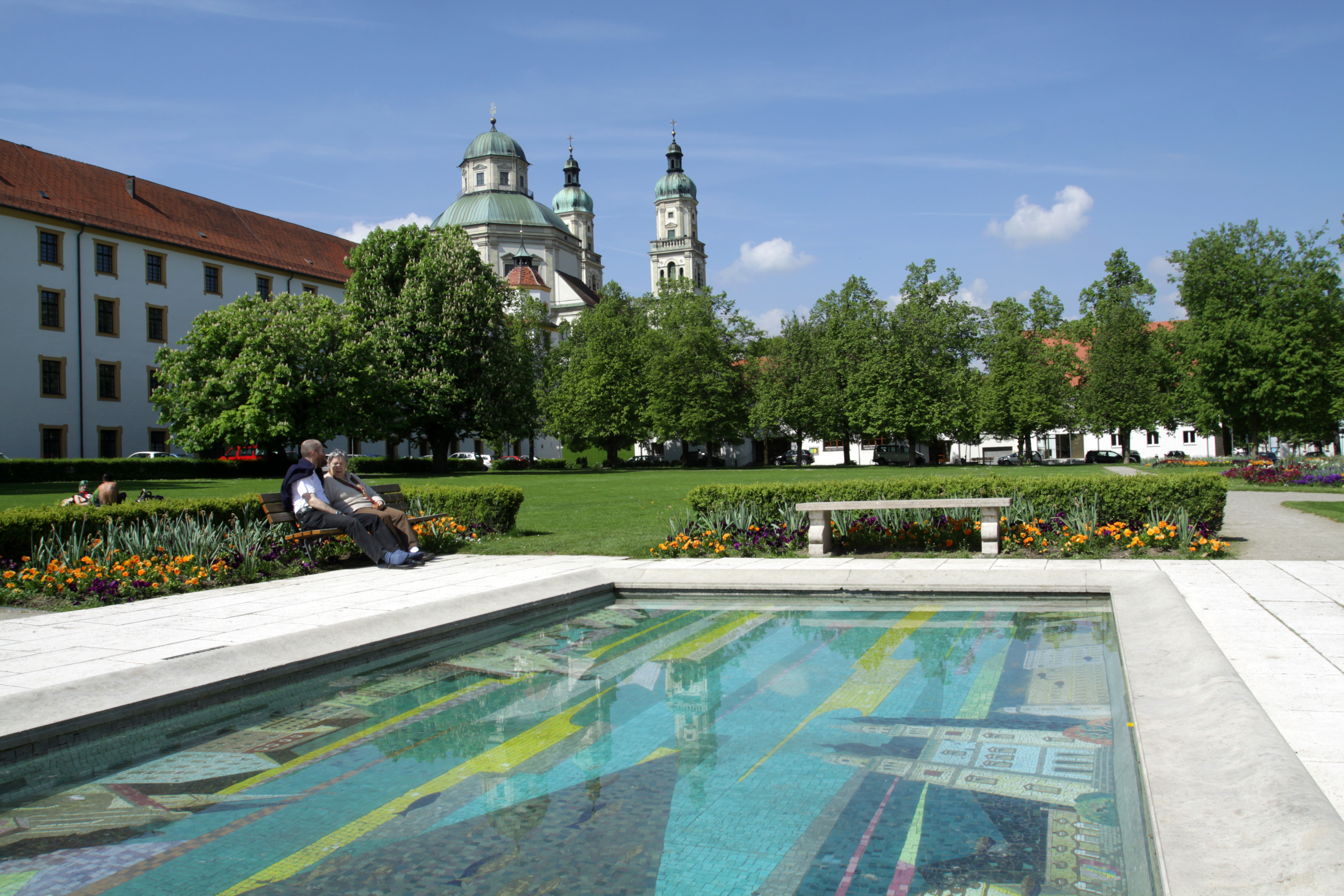
Mosaikbecken im oberen Hofgarten

Durch die Errichtung der Prinz-Franz-Kaserne und Artillerie-Kaserne zog das Heer langsam aus der Residenz in die neuen Domizile des Militärs um. Die Außenanlagen und die Residenz verloren an Bedeutung und verfielen. Im Herbst 1955 kam es nach langen Diskussionen mit dem Freistaat Bayern zu einer Vereinbarung mit der Stadtverwaltung für eine Umgestaltung des oberen Teils.
Erst 1957 wurde das Gelände vom Freistaat bis 1982 an die Stadt Kempten verpachtet. Aus stadtplanerischer Sicht sollte der Hofgarten zur Grünzone der Innenstadt gehören. Die geplante Parkanlage war noch mit einer dicken Kiesschicht aus Militärzeiten und wucherndem Gestrüpp überzogen. Durch dieses Gestrüpp floss der Schlangenbach, eine künstlich angelegte Kanalanlage der frühen Fernwasserversorgung der Stadt, durch den Hofgarten.
Ein Jahr später ebnete man das Gelände, um Ausstellungshallen der Allgäuer Festwoche errichten zu können. Nach der Vorstellung zahlreicher Vorschläge und Entwürfe nahm man die Arbeit auf und gestaltete Beete und eine Brunnenanlage unterhalb der Hangstufe. Es wurden ältere Bäume des Hildegardplatzes dorthin verpflanzt, um einen Parkcharakter wiederherzustellen. 1962 waren die Arbeiten am oberen und unteren Hofgarten fertig. In die Orangerie zog nach einem Umbau die Stadtbibliothek ein.

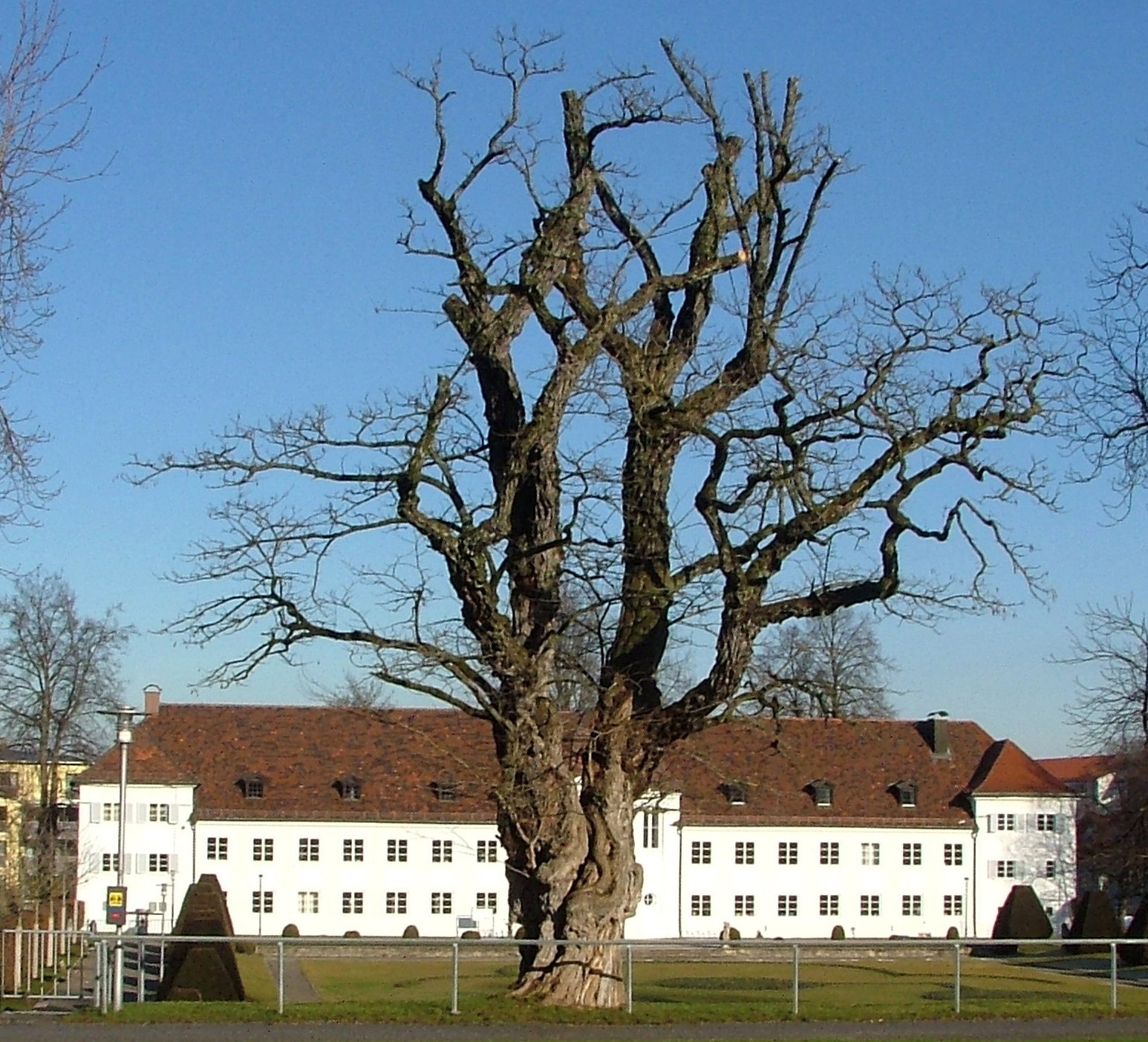
Die Robinie im Jahr 2012

Die frühere Stelle der Fischteiche erhielt eine rechteckige Brunnenanlage mit Fontänen. Flankiert wird diese Anlage durch zwei breite Treppen. Mittig auf dem oberen Teil des Parks wurde ein rechteckiges Mosaikwasserbecken angelegt. Franz Weiß gestaltete hier eine Bilderfolge, welche die bedeutenden Bauwerke der Reichsstadt der Stiftsstadt gegenüberstellt. Der Kommerzienrat Schnitzer stiftete dieses Becken im Jahr 1963. Die Stadträtin und Steinmetzmeisterin Josefa, genannt Pepi, Röhrle steuerte eine Steinsitzbank oberhalb der östlichen Treppenanlage bei. Die Bank trägt eingemeißelt einen von Röhrle verfassten Spruch im Allgäuer Dialekt: „I bi a Stoi vom Grinta, i seh‘ d‘Leit bloß vo hinte, Ma, Wibr, Föhle, Bube, wenn se dund bei mir grube.“ (Ich bin ein Stein vom Grünten, ich sehe die Leute bloß von hinten, Männer, Frauen, Mädchen, Jungen, wenn sie sich bei mir ausruhen.)
Unterhalb der Hangstufe stehen tischähnliche Objekte aus rotem Gestein. Der rechte wurde gestiftet von Dr. Rudolf Zorn, bayerischer Finanzminister und Gönner der Stadt Kempten, das linke Objekt von seiner Frau Dr. Renate Zorn, deren Nachlass ebenfalls in die Rudolf-Zorn-Stiftung Eingang fand.

## Flora
Der älteste Baum ist eine Robinie aus fürstäbtlichen Zeiten. Der Baum mit einem auffällig geformten Stamm steht oberhalb der Hangkante an der westlichen Treppe. Die Robinie ist auf einem Gemälde der unteren Hofgartenanlage mit der Orangerie zu sehen. Das Gemälde stammte aus dem Anfang des 19. Jahrhunderts. Der Baum wurde wohl um die Mitte des 18. Jahrhunderts gepflanzt.